# Embarcadero Technologies
Embarcadero Technologies — американська компанія, що займається розробкою програмного забезпечення для створення баз даних і засобів управління ними. Компанія була заснована в жовтні 1993 року Стефаном Вонгом і Стюартом Браунінгом з єдиним на той момент продуктом для адміністрування БД Sybase. Зараз компанія виробляє засоби для адміністрування, створення баз даних і програм для роботи з базами даних для платформ Oracle, Microsoft SQL Server, IBM DB2, Sybase і MySQL.
У жовтні 2015 придбана компанією Idera, Inc.

## Історія компанії
У квітні 2000 року Embarcadero Technologies зробила IPO на NASDAQ. У листопаді того ж року, компанія придбала GDPro (засіб для розробки рішень з використанням UML). У жовтні 2005 року була придбана компанія Ambeo, що займається системами захисту даних.
Компанія має штаб-квартири в Торонто, Мельбурні, Мюнхені, Мейденхеді (Велика Британія) і Яссах (Румунія ).
7 травня 2008 року  Borland Software Corporation оголосило про продаж своєї дочірньої компанії CodeGear. CodeGear займалася створенням популярних засобів розробки програмного забезпечення: Delphi, C++Builder та іншими. Компанія була продана за 23 мільйони доларів із зобов'язанням погашення 7 мільйонів доларів боргів Borland.
7 жовтня 2015 компанія Idera, Inc. оголосила про домовленість щодо придбання Embarcadero Technologies, Inc., проте назву Embarcadero було збережено для підрозділу інструментів для розробників. З 28 жовтня 2015 року Embarcadero зазначається як придбана.

## Сучасна лінійка продуктів Embarcadero Technologies

### Робота з базами даних
- Rapid SQL
- DBArtisan
- ER / Studio
- PowerSQ
- DBOptimizer
- InterBase

### Розробка програм
- Delphi
- C++ Builder
- Delphi Prism
- Delphi for PHP
- 3rdRail
- JBuilder
- J Optimizer